# Козиркові поклади нафти і газу
Козиркові поклади нафти і газу (рос. козырьковые залежи нефти и газа, англ. oil and gas peaked pools, нім. kappenartig abgeschirmte Öl-und Gaslager n) — різновид тектонічно і стратиграфічно екранованих покладів, форма горизонтальної проєкції яких нагадує козирок кашкета.
К.п. виникають при наявності розриву, що розтинає антикліналь, купол або монокліналь, при зіткненні колектора з малопроникною породою (глина, сіль). Розповсюджені в складчастих і солянокупольних областях (Кавказ, Емба).
За фазовим станом вуглеводнів козиркові поклади здебільшого бувають чисто нафтовими, рідше газовими, газоконденсатними, нафтовими з газовою шапкою, газоконденсатними з нафтовою облямівкою. Як правило, козиркові поклади приурочені до колектора пластового типу. За запасами вуглеводнів звичайно належать до дрібних і середніх.